# 巴勒斯坦主义
巴勒斯坦主义（英語：Palestinianism）是一个偶尔被用来指代巴勒斯坦人的民族政治运动或身份认同的术语。这一术语因爱德华·萨义德的相关著作而广为人知，用以描述一种反对基督教锡安主义，并对锡安主义以及以色列的生存权提出挑战的特定神学思想。